# ラサ西駅
ラサ西駅 (ラサにしえき/中国語簡体字：拉萨西火车站/正体字：拉薩西火車站）は中華人民共和国チベット自治区ラサ市トゥールン・デチェン区にある青蔵鉄道では最大の貨物駅である。青蔵鉄路集団公司が運営している。貨物駅のため、旅客列車は通過する。

## 概況
- 海抜 3,924m
- 開業年 - 2006年7月1日

## 歴史
- 2006年7月1日 - 開業。

## 隣の駅
中国国鉄
青蔵線
古栄駅 - ラサ西駅 - ラサ駅
座標: 北緯29度38分38秒 東経90度58分00秒 / 北緯29.64389度 東経90.96667度